# Dai (mniejszość narodowa)
Dai (tai lü: tai51 lɯ11; chiń. 傣族; pinyin Dǎizú) – jedna z 55 oficjalnie uznawanych mniejszości etnicznych w Chinach, posługująca się językami z dajskiej rodziny językowej.
Nazwa Dai jest jednak używana wspólnie w odniesieniu wobec kilku mniejszych grup etnicznych w południowej części prowincji Junnan, zamieszkujących okręg autonomiczny Xishuangbanna oraz okręg autonomiczny Taihong Tai i Jingpo, spokrewnionych z Tajami. Chińskie statystyki wyliczają 1,15 mln osób tej narodowości.
Nazwa Dai jest również używana w odniesieniu do grup etnicznych w Laosie, Wietnamie, Tajlandii i Mjanmie. 